# Lachnospiraceae
Lachnospiraceae es una familia de bacterias del orden Eubacteriales. Se describió en el año 2010. Engloba bacterias anaerobias obligadas, esporuladas o no, en general grampositivas y de morfologías diversas, tales como bacilos, vibrios y cocos. Muchas de las bacterias de esta familia poseen una pared con estructura grampositiva con un peptidoglicano muy delgado, lo que hace que se tiñan como gramnegativas. Incluye tanto especies móviles como inmóviles. Fermentan polisacáridos, transformándolos en ácidos grasos de cadena corta o alcoholes. Son de las bacterias más abundantes en el tracto digestivo de los herbívoros rumiantes y el intestino de los seres humanos. Por ello, sus especies se pueden encontrar en el rumen, y formando parte de la microbiota de humanos, cerdos y ratones, entre otros animales. Algunas de las especies son ambientales, y sólo unas pocas se han asociado a enfermedad en casos esporádicos. Tiene 80 géneros descritos.